# Dorota Miśkiewicz
Dorota Miśkiewicz (sinh ngày 12 tháng 9 năm 1973) là một ca sĩ, nhạc sĩ, nhà soạn nhạc và nghệ sĩ vĩ cầm người Ba Lan.

## Sự nghiệp

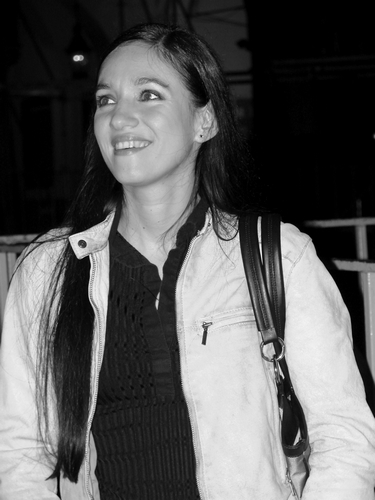

Dorota Miśkiewic có nhiều buổi biểu diễn solo hoặc hợp tác cùng với những nghệ sĩ khác ở cả Ba Lan và quốc tế. Năm 2002, cô phát hành album solo đầu tay, gồm nhiều ca khúc do chính cô sáng tác, với tựa đề Dorota Miśkiewicz Goes To Heaven - Zatrzymaj się. Album này được đề cử cho giải thưởng âm nhạc Fryderyk ở hạng mục Album nhạc Jazz của năm.
Album thứ ba được Miśkiewic phát hành vào tháng 9 năm 2008, và có tựa là Caminho (nghĩa là "con đường" theo tiếng Bồ Đào Nha). Album này giành được chứng nhận đĩa vàng và một đề cử cho giải thưởng âm nhạc Fryderyk.
Ngoài nhạc jazz, cô còn thử sức thêm ở những thể loại âm nhạc khác như pop, bossa nova và samba.
Miśkiewicz phát hành album thứ tư mang tên Ale vào tháng 5 năm 2012.

## Tác phẩm tiêu biểu
| Tựa đề album                                     | Chi tiết | Xếp hạng | Chứng chỉ   |
| Tựa đề album                                     | Chi tiết | POL      | Chứng chỉ   |
| ------------------------------------------------ | --- | -------- | ----------- |
| Zatrzymaj się                                    | - Phát hành: ngày 17 tháng 11 năm 2002 - Hãng đĩa: Grami - Định dạng: CD                                     | —        |             |
| Pod rzęsami                                      | - Phát hành: ngày 24 tháng 10 năm 2005 - Hãng đĩa: Sony BMG - Định dạng: CD, tải kỹ thuật số                 | 15       |             |
| Caminho                                          | - Phát hành: ngày 19 tháng 9 năm 2008 - Hãng đĩa: Sony BMG - Định dạng: CD, tải kỹ thuật số                  | 13       |             |
| Ale                                              | - Phát hành: ngày 8 tháng 5 năm 2012 - Hãng đĩa: Sony Music Entertainment - Định dạng: CD, tải kỹ thuật số   | 20       |             |
| Lutosławski Tuwim. Piosenki nie tylko dla dzieci | - Phát hành: ngày 12 tháng 11 năm 2013 - Hãng đĩa: Sony Music Entertainment - Định dạng: CD, tải kỹ thuật số | 36       | - POL: Gold |